# Collectie Jean Desmet
De Collectie Jean Desmet is het bedrijfs- en filmarchief van  Jean Desmet (1875-1956), de eerste grote distributeur en bioscoopexploitant van Nederland. De Desmet-collectie is sinds 1957 in beheer van het Nederlands Filmmuseum (thans Eye Filmmuseum).

## Ontstaan

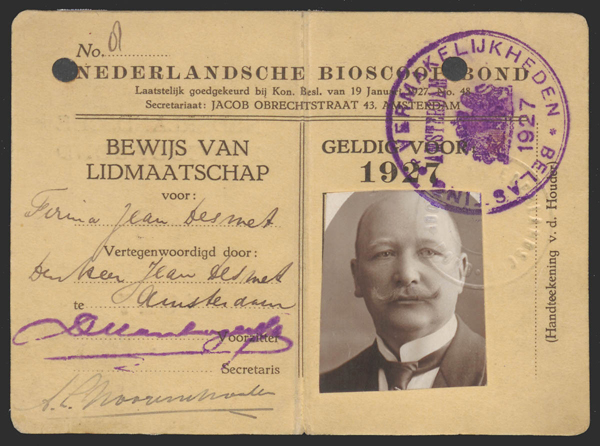
Jean Desmets Bewijs van lidmaatschap van de Nederlandsche Bioscoopbond

De collectie komt voort uit Desmets werkzaamheden als filmdistributeur en bioscoopexploitant tussen 1907 en 1916 en bestaat hoofdzakelijk uit films, affiches, foto's en bedrijfsarchief. Totdat Desmet zijn firma (mede vanwege de economische gevolgen van de Eerste Wereldoorlog) moest sluiten, kocht hij wereldwijd films in voor zijn eigen bioscopen en verhuurde hij die ook weer door aan andere vertoners. Distributeurs als Desmet moesten in deze periode de films fysiek aankopen (in plaats van een tijdelijke vergunning aanschaffen), waardoor ze een eigen filmcollectie opbouwden. Zowel de ingekochte filmrollen als al het bijbehorende promotiemateriaal zou Jean Desmet tot aan zijn dood in 1956 bewaren.
De Desmet-collectie geeft zodoende een indruk van het ontstaan van de (internationale) filmindustrie. Veel films en filmgerelateerde materialen uit deze periode zijn verloren gegaan. Datzelfde geldt voor archieven van filmbedrijven uit die tijd. De enige vergelijkbare verzameling is voor zover bekend die van filmdistributeur George Kleine, die wordt bewaard in de Library of Congress in de Verenigde Staten. De films uit die collectie zijn echter kopieën op 16mm-formaat; de originele nitraatfilms zijn verloren gegaan.
Nadat Jean Desmet in 1956 was overleden hebben zijn nazaten in 1957 de bedrijfscollectie van het Internationaal Filmverhuur- en verkoopkantoor Jean Desmet in zijn geheel aan het Filmmuseum geschonken. Museumdirecteur Jan de Vaal zag het belang van het bedrijfsarchief, de filmaffiches en de filmfoto's in, en wist ook die zaken voor het Filmmuseum te verwerven. Dit materiaal hielp later bij het identificeren van de films - die doorgaans alleen Nederlandse begintitels bevatten.
Eind jaren zestig begon het Filmmuseum met de inventarisatie en ontsluiting van de collectie. In 1988 publiceerde conservator Frank van der Maden, die speciaal voor de Desmet-collectie was aangesteld, een uitgebreide inventaris, onder de titel De laatste tussenstand.
In mei 2011 is de collectie opgenomen in de Werelderfgoedlijst voor documenten van UNESCO.

## Samenstelling
De collectie omvat 933 films op 35-mm nitraatfilm, bijna allemaal afkomstig uit de periode 1907-1916. De meeste speelfilms zijn 'one-reelers', films met een lengte van circa 10 minuten. Er zitten ook bijna 150 non-fictie titels bij, waaronder registraties van bijzondere historische gebeurtenissen, reisverslagen, oude binnensteden, toeristische attracties en monumenten.
Het bedrijfsarchief bestaat 22 strekkende meter aan dozen en mappen met daarin onder meer contracten, correspondentie en financiële administratie (in totaal zo'n 100.000 items).
Daarnaast zijn er 1050 filmposters, uitgevoerd in verschillende talen, bijna 700 foto-afdrukken (beelden uit de films) en zo'n 2500 stuks publiciteitsmateriaal.
Ook is in de jaren tachtig het interieur van een van Desmets bioscopen, de Cinema Parisien te Amsterdam, gered van de sloop. De plafondornamenten en muurdecoraties werden opgenomen in de collectie van het Filmmuseum, maar zijn in 2014 in een zaal van de Filmhallen herplaatst.

## Belang
De filmverzameling van Desmet bevat veel filmkopieën die als enige zijn overgebleven en daarom uniek zijn. Hieronder bevinden zich films die geregisseerd zijn door D.W. Griffith en Louis Feuillade, films met Asta Nielsen, Lyda Borelli en Francesca Bertini, en producties van filmmaatschappijen als Pathé, Gaumont, Éclair, Vitagraph, Edison, Itala, Ambrosio, Cines, Messter, Eiko en Nordisk.
Desmet liet zijn films bewerken voor de lokale markt. Buitenlandse (zwijgende) films werden bijvoorbeeld voorzien van Nederlandstalige tussentitels. Daarnaast is veel van zijn zwart-witte filmmateriaal met de hand ingekleurd of van een kleurbad voorzien. Deze bewerkingen maken veel filmkopieën ook uniek en vormen een bron van informatie over de vertoningspraktijk in vroege bioscopen.
Naast de unieke individuele objecten ligt de waarde van de Desmet-collectie vooral ook in de compleetheid ervan. Dankzij de combinatie van films, affiches, foto’s en bedrijfsadministratie kan er een gedetailleerd beeld van de geschiedenis worden gegeven. Filmhistorici hebben de dagelijkse programmering van bioscopen kunnen reconstrueren, evenals distributiepatronen en de wisselwerking van vraag en aanbod.

## Toegankelijkheid
De Desmet-collectie is opgeslagen in de depots van EYE Film Instituut Nederland. Vrijwel al het materiaal (films, posters, foto's, bedrijfsarchief en promotiemateriaal) is gedigitaliseerd en vrij te raadplegen in de bibliotheek van EYE of op de Eye Film Player vanuit huis.
De affiches zijn in te zien op de website van de European Film Gateway.
Van 13 december 2014 tot en met 12 april 2015 organiseerde EYE een tentoonstelling over Jean Desmet waarin delen van de collectie worden getoond. In 1991 had bij EYE (toen nog Nederlands Filmmuseum) al een eerdere expositie over Desmet en zijn Cinema Parisien plaatsgevonden.
Het interieur van Desmets Cinema Parisien bevindt zich sinds oktober 2014 in zaal 7 van de Filmhallen te Amsterdam.